# Mkhareq

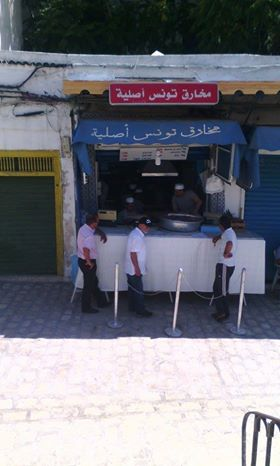
Un negozio che vende mkhareq e frittelle zalabiyya in Tunisia

Il mkhareq (in arabo مخارق‎?, makhāriq) è un tipo di ciambella tipica di Béja, venduta tutto l'anno, soprattutto durante il mese di Ramadan. Consiste in un impasto morbido a base di farina, margarina, lievito e uova. 
L'impasto viene fatto riposare fino a ventiquattro ore perché acquisti morbidezza e leggerezza, per poi venire modellato in forme rotonde, fritto fino a raggiungere la doratura e infine immerso nel miele o nello zucchero.